# Constantin Brâncoveanu - puterea visului (2002)
Constantin Brâncoveanu - puterea visului este un film românesc din 2002 regizat de Șerban Creangă.